# Gratentour
Gratentour [ɡʁatɛ̃tuʁ] est une commune française située dans le nord du département de la Haute-Garonne, en région Occitanie. Sur le plan historique et culturel, la commune est dans le Pays toulousain, qui s’étend autour de Toulouse le long de la vallée de la Garonne, bordé à l’ouest par les coteaux du Savès, à l’est par ceux du Lauragais et au sud par ceux de la vallée de l’ Ariège et du Volvestre.
Exposée à un climat océanique altéré, elle est drainée par divers petits cours d'eau.
Gratentour est une commune urbaine qui compte 4 926 habitants en 2022, après avoir connu une forte hausse de la population depuis 1975. Elle appartient à l'unité urbaine de Toulouse et fait partie de l'aire d'attraction de Toulouse. Ses habitants sont appelés les Gratentourois ou  Gratentouroises.

## Géographie

### Localisation
La commune de Gratentour se trouve dans le département de la Haute-Garonne, en région Occitanie.
Sur le plan historique et culturel, Gratentour fait partie du pays toulousain, une ceinture de plaines fertiles entrecoupées de bosquets d'arbres, aux molles collines semées de fermes en briques roses, inéluctablement grignotée par l'urbanisme des banlieues.
Elle se situe à 13 km à vol d'oiseau de Toulouse, préfecture du département, et à 3 km de Castelginest, bureau centralisateur du canton de Castelginest dont dépend la commune depuis 2015 pour les élections départementales.
La commune fait en outre partie du bassin de vie de Toulouse.
Les communes les plus proches sont : 
Bruguières (1,6 km), Castelginest (3,1 km), Cépet (3,2 km), Pechbonnieu (3,4 km), Saint-Alban (3,5 km), Labastide-Saint-Sernin (3,8 km), Lespinasse (3,9 km), Saint-Sauveur (4,0 km).
Gratentour est limitrophe de cinq autres communes.
|            | Cépet        | Labastide-Saint-Sernin |
| Bruguières | Gratentour   | Pechbonnieu            |
|            | Castelginest |                        |

### Géologie et relief
La superficie de la commune est de 409 hectares ; son altitude varie de 123  à   194 mètres.

### Hydrographie

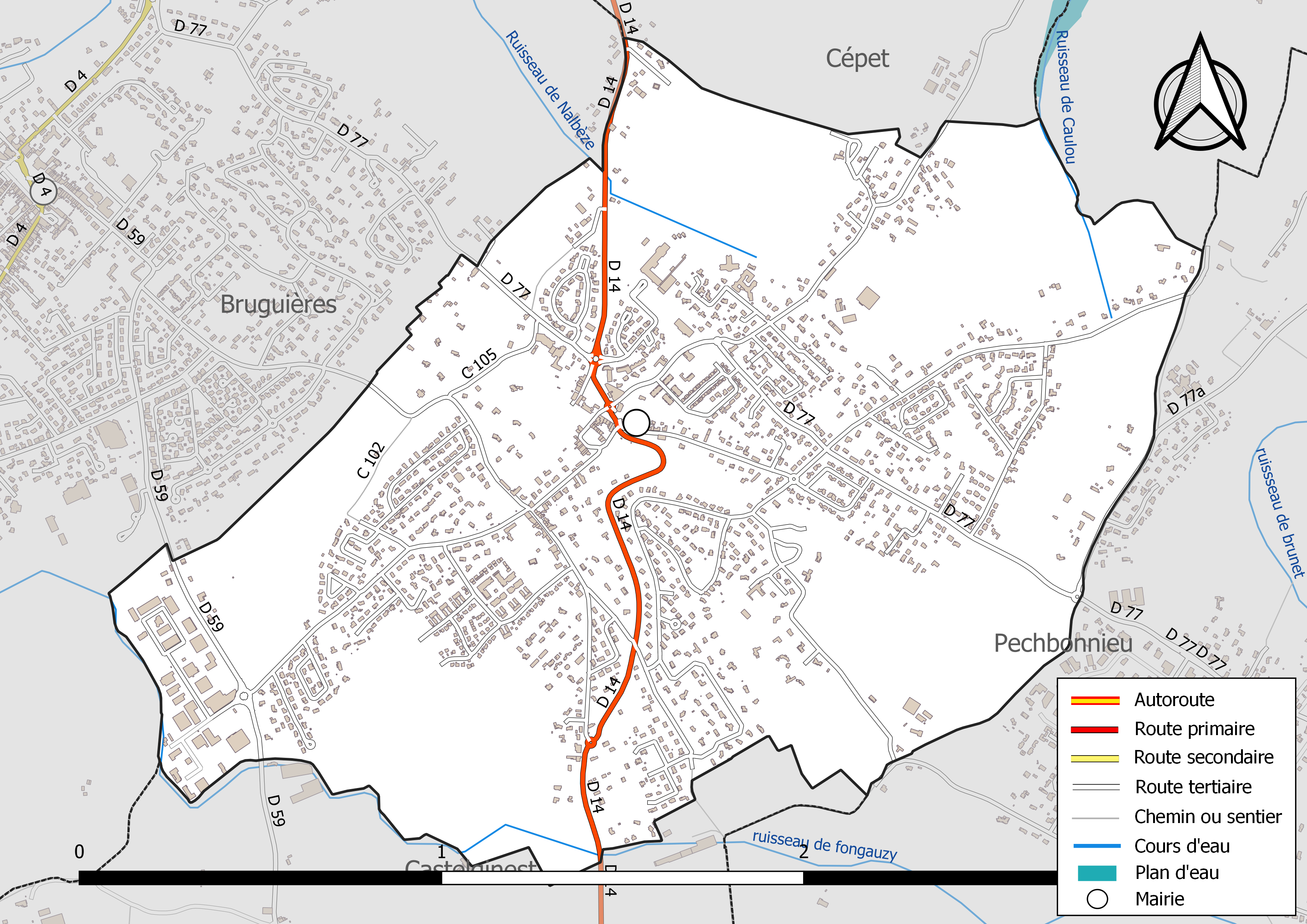
Réseaux hydrographique et routier de Gratentour.

La commune est dans le bassin de la Garonne, au sein du bassin hydrographique Adour-Garonne. Elle est drainée par le ruisseau de Caulou, le ruisseau de fongauzy et le ruisseau de Nalbèze, constituant un réseau hydrographique de 2 km de longueur totale,.

### Climat
Pour des articles plus généraux, voir Climat de l'Occitanie et Climat de la Haute-Garonne.
En 2010, le climat de la commune est de type climat du Bassin du Sud-Ouest, selon une étude s'appuyant sur une série de données couvrant la période 1971-2000. En 2020, Météo-France publie une typologie des climats de la France métropolitaine dans laquelle la commune est exposée à un climat océanique altéré et est dans la région climatique Aquitaine, Gascogne, caractérisée par une pluviométrie abondante au printemps, modérée en automne, un faible ensoleillement au printemps, un été chaud (19,5 °C), des vents faibles, des brouillards fréquents en automne et en hiver et des orages fréquents en été (15 à 20 jours).
Pour la période 1971-2000, la température annuelle moyenne est de 13,2 °C, avec une amplitude thermique annuelle de 15,7 °C. Le cumul annuel moyen de précipitations est de 729 mm, avec 9,5 jours de précipitations en janvier et 5,4 jours en juillet. Pour la période 1991-2020, la température moyenne annuelle observée sur la station météorologique la plus proche, située sur la commune de Blagnac à 10 km à vol d'oiseau, est de 14,2 °C et le cumul annuel moyen de précipitations est de 627,0 mm,. Pour l'avenir, les paramètres climatiques de la commune estimés pour 2050 selon différents scénarios d’émission de gaz à effet de serre sont consultables sur un site dédié publié par Météo-France en novembre 2022.

### Milieux naturels et biodiversité
Aucun espace naturel présentant un intérêt patrimonial n'est recensé sur la commune dans l'inventaire national du patrimoine naturel,,.

## Urbanisme

### Typologie
Au 1er janvier 2024, Gratentour est catégorisée ceinture urbaine, selon la nouvelle grille communale de densité à sept niveaux définie par l'Insee en 2022.
Elle appartient à l'unité urbaine de Toulouse, une agglomération inter-départementale regroupant 81  communes, dont elle est une commune de la banlieue,,. Par ailleurs la commune fait partie de l'aire d'attraction de Toulouse, dont elle est une commune de la couronne,. Cette aire, qui regroupe 527 communes, est catégorisée dans les aires de 700 000 habitants ou plus (hors Paris),.

### Occupation des sols

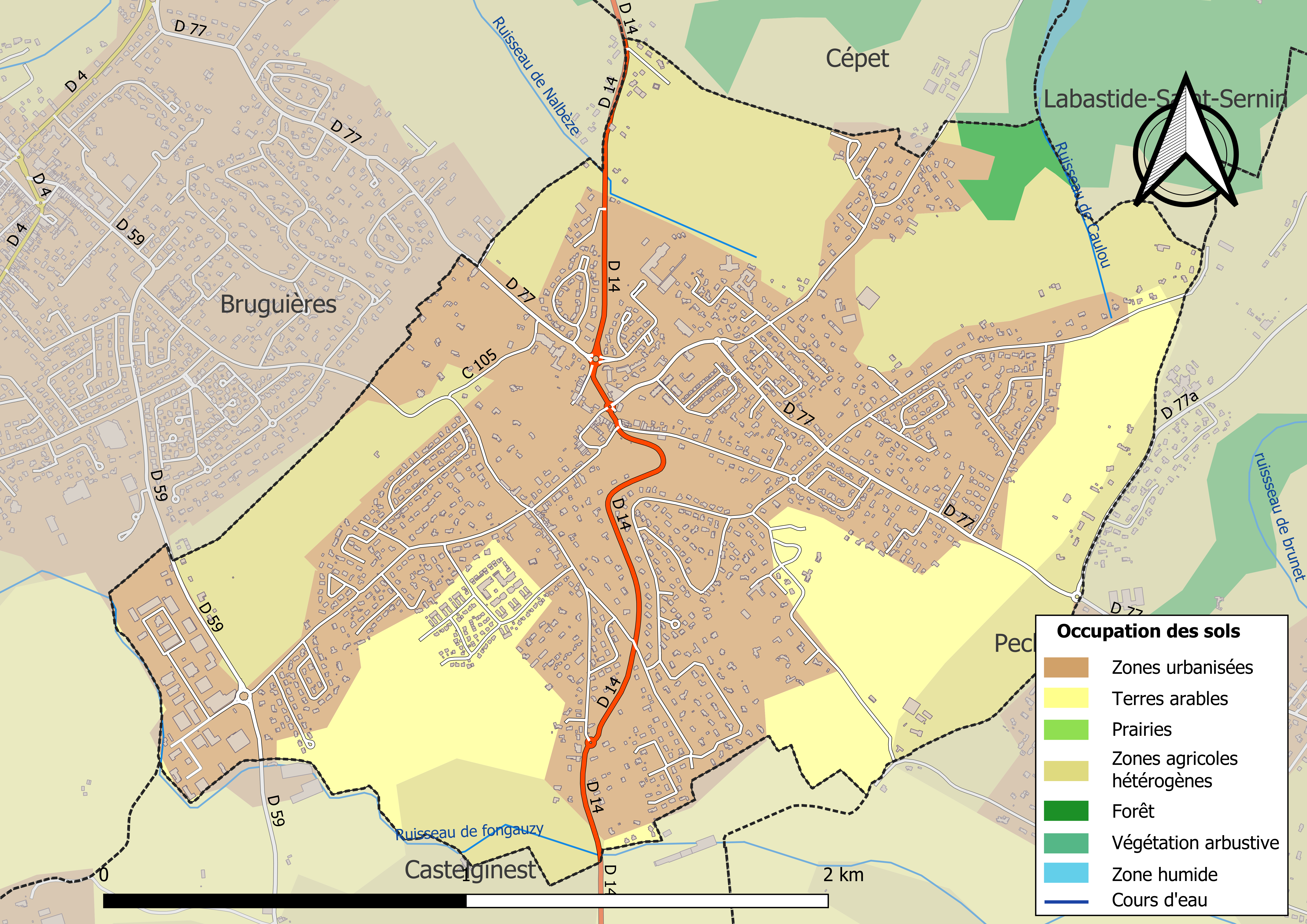
Carte des infrastructures et de l'occupation des sols de la commune en 2018 (CLC).

L'occupation des sols de la commune, telle qu'elle ressort de la base de données européenne d’occupation biophysique des sols Corine Land Cover (CLC), est marquée par l'importance des territoires artificialisés (56,9 % en 2018), en augmentation par rapport à 1990 (33,5 %). La répartition détaillée en 2018 est la suivante : 
zones urbanisées (56,9 %), zones agricoles hétérogènes (26,5 %), terres arables (15,4 %), forêts (1,1 %). L'évolution de l’occupation des sols de la commune et de ses infrastructures peut être observée sur les différentes représentations cartographiques du territoire : la carte de Cassini (XVIIIe siècle), la carte d'état-major (1820-1866) et les cartes ou photos aériennes de l'IGN pour la période actuelle (1950 à aujourd'hui).

### Voies de communication et transports
- La ligne 33 du réseau Tisséo relie la station Argoulets du métro de Toulouse au quartier La Gravette en desservant le centre de la commune depuis Pechbonnieu, Saint Loup, Saint Geniès et L'Union.
- La ligne 69 relie la station La Vache à Bruguières et Saint Alban, en desservant le centre de la commune, et en passant par Aucamville et Castelginest.
- La ligne 352 du réseau Arc-en-Ciel relie la commune à la gare routière de Toulouse depuis Villemur-sur-Tarn.

### Risques majeurs
Le territoire de la commune de Gratentour est vulnérable à différents aléas naturels : météorologiques (tempête, orage, neige, grand froid, canicule ou sécheresse), inondations et séisme (sismicité très faible). Il est également exposé à un risque technologique, la rupture d'un barrage. Un site publié par le BRGM permet d'évaluer simplement et rapidement les risques d'un bien localisé soit par son adresse soit par le numéro de sa parcelle.

#### Risques naturels
Certaines parties du territoire communal sont susceptibles d’être affectées par le risque d’inondation par débordement de cours d'eau, notamment La commune a été reconnue en état de catastrophe naturelle au titre des dommages causés par les inondations et coulées de boue survenues en 1982, 1993, 1994, 1997, 1999, 2007, 2008 et 2009,.

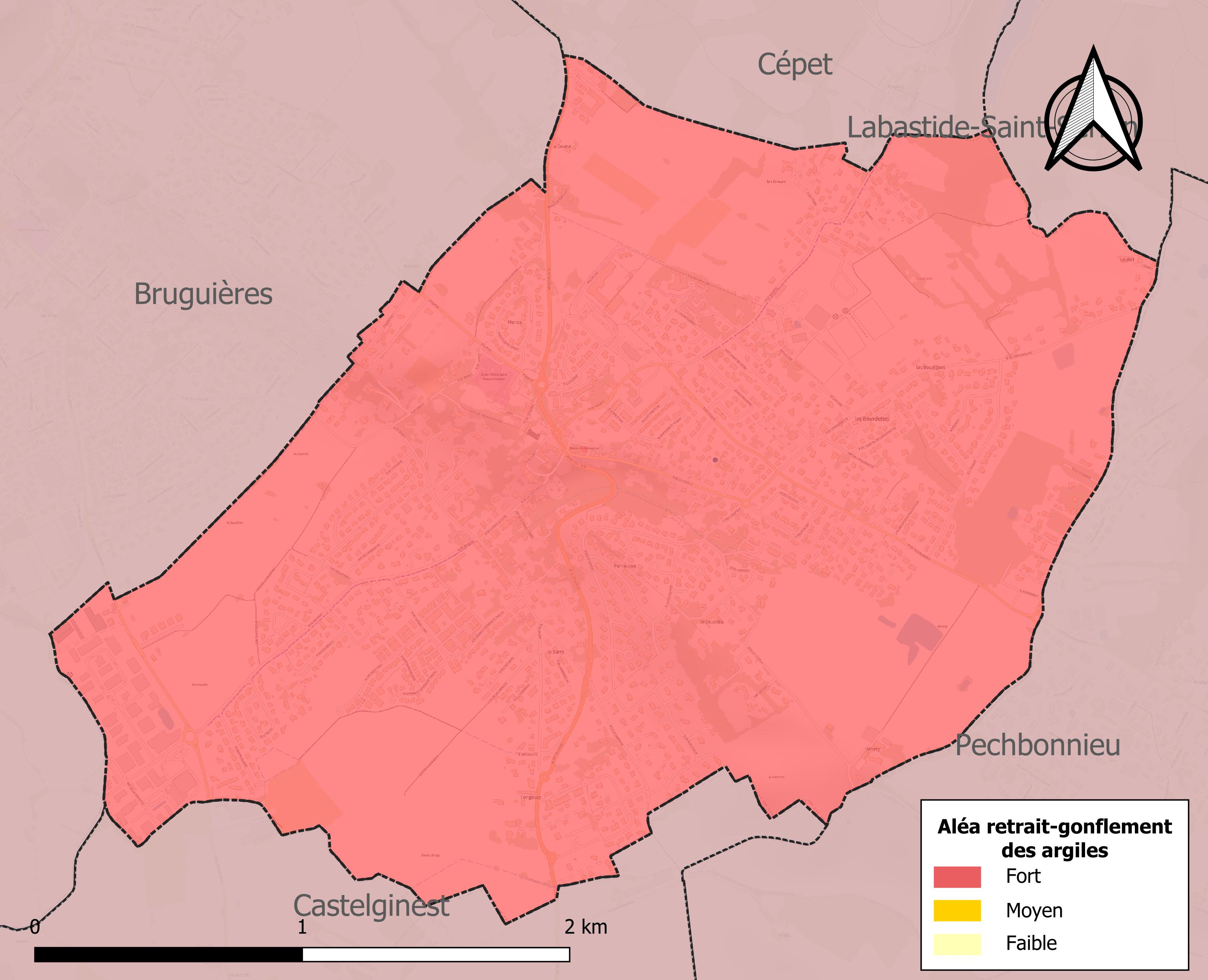
Carte des zones d'aléa retrait-gonflement des sols argileux de Gratentour.

Le retrait-gonflement des sols argileux est susceptible d'engendrer des dommages importants aux bâtiments en cas d’alternance de périodes de sécheresse et de pluie. La totalité de la commune est en aléa moyen ou fort (88,8 % au niveau départemental et 48,5 % au niveau national). Sur les 1 473 bâtiments dénombrés sur la commune en 2019, 1 473 sont en aléa moyen ou fort, soit 100 %, à comparer aux 98 % au niveau départemental et 54 % au niveau national. Une cartographie de l'exposition du territoire national au retrait gonflement des sols argileux est disponible sur le site du BRGM,.
Par ailleurs, afin de mieux appréhender le risque d’affaissement de terrain, l'inventaire national des cavités souterraines permet de localiser celles situées sur la commune.
Concernant les mouvements de terrains, la commune a été reconnue en état de catastrophe naturelle au titre des dommages causés par la sécheresse en 1989, 1991, 1993, 1996, 2003, 2006, 2011 et 2017 et par des mouvements de terrain en 1999.

#### Risques technologiques
La commune est en outre située en aval du barrage de l'Estrade sur la Ganguise (département de l'Aude). À ce titre elle est susceptible d’être touchée par l’onde de submersion consécutive à la rupture de cet ouvrage.

## Toponymie
Du gascon garat, "protégé" et entorn, "tout autour". Se dit sans doute d'un village fortifié.

## Histoire

### L'Ancien Régime
Les origines du village de Gratentour remontent à la fondation de la paroisse de Castelginest, fondée au Xe siècle sous le nom de « VILAYGON » avant de devenir « CASTELLUM-GINESTRUM ». Les archives nous révèlent en effet la construction d’une église dédiée à saint Pierre située au croisement de la route de Bruguières et du chemin de Belbosc. Au XIe siècle, les textes mentionnent la création d’un hameau appelé « BOVILAR » sur l’emplacement actuel de Gratentour qui fait alors partie de la paroisse de Saint-Pierre de Vilaygon.
À cette époque, Toulouse compte près de 20 000 habitants mais c’est une grande ville pour l’époque… Elle est dirigée par un comte, Raymond IV, qui meurt en Terre sainte le 28 février 1105 devant Tripoli (Liban), pendant la première croisade. À l’annonce de sa mort, une guerre de succession secoue la région de Toulouse. Mais le peuple toulousain s’en mêle et hisse le fils cadet de Raymond IV, Alphonse Jourdain, au pouvoir comtal. Ce dernier, reconnaissant (ou obligé !), baisse taxes et impôts. Il doit donc composer avec la population, ou du moins la bourgeoise marchande de la ville. À sa mort, une administration de 8 capitulaires, ancêtres des conseillers municipaux, est créée. Sous la houlette du pouvoir comtal, elle a la charge de règlementer les échanges et de faire appliquer les lois. Ce sont les capitouls, dont les premiers actes datent de 1152. En 1176, ils sont douze, chacun représentant un quartier de Toulouse, ou un faubourg. Le pouvoir des capitouls s’opposa rapidement à celui du comte Raimond V, fils d’Alphonse Jourdain. Les Toulousains furent divisés sur le sujet, et c’est après 10 ans de lutte, en 1189, que le conseil municipal obtint la soumission du comte. En 1190, débuta la construction du futur Capitole, la maison commune, le siège du conseil municipal. Maintenant au nombre de 24, et vraisemblablement élus, les capitouls s’octroient les droits de police, de commerce, d’imposition et provoquent des conflits avec les villes voisines. Toulouse en sortira généralement vainqueur, étendant ainsi la domination de la patria tolosana. Malgré l’intervention du pouvoir royal qui impose un parlement chargé de faire appliquer les lois, l’administration des Capitouls fera de Toulouse une ville relativement indépendante pendant près de 600 ans, jusqu’à la Révolution.
Nous sommes maintenant en l’an 1226, au début du règne de Saint Louis, juste après la terrible guerre contre le catharisme qui ravagea la région. Ce conflit a également renforcé l’autorité des capitouls face au comte de Toulouse qui leur a abandonné ses dernières prérogatives. Cette année-là, un document établit le gardiage de Toulouse, c'est-à-dire les limites de l’autorité des capitouls. Tout au nord du territoire, on trouve « GARATENTORN », une annexe au prieuré de Castelginest, lequel dépend de l’abbaye de Saint Sernin.
Ce nom contient deux mots occitans, « garat » (lieu protégé) et « entorn » (tout autour). Le petit hameau du XIe siècle a dû grandir pour devenir une ferme fortifiée, profitant de sa localisation privilégiée sur les hauteurs dominant Toulouse. Le lieu appartient à la famille de Paulo, famille de notables toulousains anoblie au XVe siècle, qui possédait plusieurs autres domaines dans la région, notamment celui du Mas de Cepet. La famille donne à Toulouse un capitoul, S. de Paulo, qui siège au Capitole de 1589 à 1590. Antoine de Paulo, né à Toulouse vers 1551, devint grand-maître de l’Ordre de Malte, et son frère, Jean de Paulo, président du parlement.
Dans le comté de Toulouse, les représentants locaux étaient désignés sous le nom de Prud’hommes. Ils choisissaient annuellement quatre candidats dont les noms étaient présentés au Chapitre de l’Abbaye de Saint-Sernin, le samedi avant Notre-Dame de septembre. Le Chapitre choisissait deux noms et envoyait un délégué à Gratentour à la fête de saint Michel, pour recevoir le serment des nouveaux élus qui, plus tard, prirent le nom de consuls. Ces magistrats étaient à peu près ce que sont aujourd’hui les maires et les adjoints.
Dans ce village fortifié (le centre de Gratentour se nomme depuis toujours « Le Fort ») se trouvent creusés des couloirs souterrains avec des banquettes pour abriter les vivres et objets précieux en cas de danger. Ces souterrains, allant du Sud au Nord, aboutissent à deux grands puits creusés dans le roc, ils doivent remonter à l’époque des guerres de religion. C’étaient tout simplement les silos que l’on trouve en beaucoup de demeures de cette époque où l’on cachait les grains et les objets susceptibles d’être pillés pendant les guerres civiles du XVIe siècle.
Ces guerres commencèrent dans cette région en 1567. Les protestants de Montauban s’étant rendus maîtres de Grenade, de Buzet et autres places, vinrent entourer la ville de Toulouse. Leurs chefs Roger de Comminges, vicomte de Bruniquel, Bertrand de Rabastens, vicomte de Paulin ; Antoine, vicomte de Monclar, le vicomte de Caumont, réunirent sept mille hommes ; Rouergats et Quercinois prirent Fronton le 18 octobre et, après l’avoir incendié, passèrent en Rouergue et allèrent rejoindre la grande armée protestante de Condé et de Coligny.
Le parlement de Toulouse demanda et obtint du roi l’interdiction du culte protestant dans toute l’étendue de la sénéchaussée. Lorsque Philibert de Rapin, maître d’hôtel du prince de Condé, un des fauteurs de la rébellion de 1562, vint à cde chez son beau-père, le seigneur d’Ondes, le Parlement le fit arrêter et décapiter sur la place Saint Georges, à Toulouse, le 13 avril 1568. Les protestants refusèrent d’évacuer les places occupées ; ils répondirent au meurtre de Rapin par d’effroyables représailles. Ils mirent à sac les environs de Toulouse y compris Gratentour, détruisirent les maisons des officiers du Parlement après avoir écrit sur leurs ruines : « Vengeance de Rapin ». L’église de Gratentour est ainsi pillée et brûlée en 1570. Elle est reconstruite après une ordonnance épiscopale de 1593.
Ce n’est qu’avec la montée sur le trône du roi Henri IV que les guerres de religion s’éteignent peu à peu en France. On ne trouve aucun document qui mentionne quoi que ce soit d’exceptionnel sur Gratentour pendant les règnes de Louis XIII (1614-1643) et Louis XIV (1643-1715), si ce n’est l’identité du seigneur de l’époque, Messire François de Viguerie, doyen du parlement de Toulouse, mentionné dans un document de 1685. C’est dans un document de 1696 que l’on trouve les armoiries de Gratentour, de sable sur une bande d’or.
Comme partout en France le village souffre durement du « grand Hyver », période de froid exceptionnelle qui sévit de 1708 à 1709 et fit en France autant de morts que la Guerre de 14-18, dans un pays alors deux fois moins peuplé… Une tradition orale rapporte qu’on entendait du village les aubiers des arbres de Belbosc éclater sous l’action du gel ! Le début du XVIIIe siècle est marqué par des années de grêle 1712, 1713 et 1718, qui réduisent fortement les récoltes de raisin : la vigne est en effet la principale culture de la commune, plus encore que le blé. En 1715 meurt le Roi Louis XIV et lui succède son arrière-petit-fils Louis XV, après huit années de régence de Philippe d’Orléans, qui, aidé de son principal ministre l’abbé Dubois, parvient à mettre fin aux incessantes guerres européennes du Roi Soleil qui causaient la ruine des campagnes françaises.
C’est une période de paix et de relative prospérité qui s’ouvre avec le règne effectif de Louis XV qui prend fin en 1774, auquel succède son petit-fils Louis XVI dont le règne est marqué par une sérieuse dégradation des finances publiques, mises à mal par le soutien aux insurgés américains.
À Gratentour, les documents nous apprennent que la communauté réalise des aménagements routiers qui font quadrupler les dépenses de la communauté en cent ans. Gratentour participe également à l’aménagement des berges de l’Hers-Mort après 1750. Les recettes fiscales viennent de la taille, l’impôt foncier dont la majorité du produit est en fait acquitté par une poignée de gros propriétaires dont le seigneur local, Ollivier marquis du Faget.
En 1782, on compte alors 270 habitants. On découvre que le village se décide à fournir à ses consuls le chaperon « règlementaire » que leur charge leur donne droit de porter. Par délibération du 16 décembre 1787, l’assemblée communale décide l’achat de ces effets, qui coûtent 9 livres et 5 sols pièce…
On apprend également la suppression sur décision des autorités ecclésiastiques de la fête de sainte Quitterie, célébrée par la communauté de Gratentour tous les 22 mai, où l’on se rendait en procession à Notre-Dame de la Grâce de Bruguières. Le Conseil général de Gratentour, dans sa séance du 19 avril 1789, demanda leur rétablissement à Monseigneur et en son absence, aux Vicaires généraux, « afin d’obtenir de la miséricorde de la Sainte Vierge Marie et de sainte Quitterie les grâces nécessaires pour la conservation des fruits de la terre, et pour la paix et tranquillité publique pour pouvoir vivre tous ensemble dans une parfaite union et concorde ». La protection de sainte Quitterie se révèlera toutefois insuffisante pour préserver Gratentour des troubles que la révolution allait provoquer dans le pays…

### La période révolutionnaire (1789-1799)
Devant la faillite des finances publiques, Louis XVI se résout à convoquer les États généraux le 5 mai 1789 pour demander de lever de nouveaux impôts. Les députés du tiers état se déclarent assemblée constituante et jurent lors du serment du jeu de paume le 20 juin 1789 de donner une constitution à la France. Le Roi, après avoir tenté de résister, cède et invite les députés de la noblesse et du tiers état à se joindre à eux.
Dans les campagnes, cette nouvelle est accueillie avec enthousiasme. Mais une curieuse rumeur se répand : des brigands seraient recrutés par les nobles pour couper les blés et anéantir les récoltes. La « grande peur » des brigands se propage comme une traînée de poudre dans le pays, accompagnée du saccage de demeures d’aristocrates (où les paysans en profitent surtout pour brûler les vieilles chartes contenant des droits féodaux des aristocrates, privilèges les plus décriés dans les cahiers de doléances par la population). De çà et là, on assiste à quelques exactions contre de supposés bandits. Le 31 juillet 1789, la grande peur gagne Montauban, le lendemain elle est à Toulouse.
Le premier août 1789, on annonce que les brigands sont à Montauban, puis à Villemur et qu’ils se dirigent sur Toulouse en brûlant tout sur leur passage. Le chevalier de Cambon, chef de la garde bourgeoise de Toulouse récemment crée le 27 juillet, part à leur rencontre en faisant sonner le tocsin dans les villages afin de mobiliser les paysans. Une colonne de gens armés de fourches se constitue à Gratentour et part vers une troupe qui est aperçue : il s’agit en fait de gens de Bruguières partis tout comme eux pour le même motif… On se rassure et on rentre chez soi, découvrant que les bandits n’existaient que dans l’imagination de ceux qui en propageaient la rumeur. Quoi qu’il en soit, c’est pour calmer ces émeutes qui gagnent le pays que l’assemblée nationale décrète le 4 août 1789 l’abolition des privilèges, puis institue la déclaration des droits de l’homme et du citoyen le 26 août 1789 que monsieur Cols, le consul de Gratentour, fait retranscrire sur le registre des délibérations de la commune.
Le 12 novembre 1789, l’Assemblée nationale constituante décrète la création d’une municipalité dans chaque ville, bourg, paroisse ou communauté de campagne. La commune de Gratentour est donc crée sur instruction du 12 décembre 1789 et Monsieur Cols, consul, devient ainsi le premier maire de la commune, élu pour un mandant de deux ans par les « citoyens actifs », c'est-à-dire les contribuables payant au moins un impôt équivalent à trois journées de travail…
Le 20 avril 1790, le roi Louis XVI décida, dans sa lettre patente, que les maires et officiers municipaux porteraient une écharpe tricolore quand ils seraient dans l’exercice de leurs fonctions. Monsieur Cols proposa de faire l’achat de quatre écharpes, d’un drapeau, de tambours et autres objets nécessaires pour la formation d’une légion qu’on voulait établir dans la communauté. Pour se procurer les fonds et pourvoir aux frais de cierges nécessités par la procession annuelle à la chapelle Notre-Dame de Bruguières. il fut vendu aux enchères sept vieux ormeaux qui produisirent « la somme de deux cent vingt-huit livres un sol », somme qui fut totalement absorbée par les divers achats cités plus haut. Jacques Cols sera remplacé en 1791 par Yves Caranave.
Le pape a condamné les réformes sur le clergé décidées par l’assemblée constituante et qui fait des prêtres des fonctionnaires d’état, devant prêter serment à la nation, à ses lois et au Roi. Un début de guerre religieuse se rallume entre les catholiques fidèles au pape et les partisans d’une société plus laïcisée. Mais surtout, le Roi accepte mal le jeu de la monarchie constitutionnelle et l’aventure désastreuse de sa fuite à Varennes en juin 1791 conduit à sa marginalisation, puis à sa destitution et la proclamation de la République en septembre 1792. La monarchie constitutionnelle a vécu… À Gratentour, un nouveau maire, Antoine Fournier, est désigné.
Une convention est élue et cette nouvelle assemblée va gouverner la France via ses comités exécutifs, le plus important étant le comité de salut public. La république est alors fragile et menacée par les armées étrangères… Le 13 août 1792 se constitue alors à Gratentour une « société des amis de la République », qui compte à ses débuts 38 adhérents, plus un venant de Cépet. Parmi ceux-ci, un certain Jean Coustal, fils de propriétaire foncier. Fin lettré, cet homme va rapidement tirer profit de la situation politique pour s’imposer comme secrétaire-greffier non seulement de Gratentour mais aussi de communes voisines. Ses relations avec les représentants toulousains du comité de salut public (au premier rang desquels le citoyen Descombel, vice-président de la société populaire) lui permettront d’obtenir un pouvoir considérable.
Le 12 février 1793, le Directoire départemental de la Haute-Garonne décide d’organiser une manifestation pour la République. Lui emboîtant le pas, lors du Conseil de la commune de Cépet, du 28 février 1793, le maire prit la parole en ces termes : « il faut agir de la même manière que Toulouse la plus auguste et la plus imposante, joie de détruire tous les germes de tyrannie, maintenir la République une et indivisible, ou mourir en la défendant, et se montrer jaloux de suivre un si bel exemple. » Sa proposition qui ne pouvait qu’être adoptée par l’Assemblée, était « d’inviter la municipalité de Gratentour », à instituer d’un commun accord, le dimanche suivant, la même fédération qu’à Toulouse et d’y inviter les deux pelotons de la Garde nationale de Cépet et de Gratentour ainsi que la « Société des Amis de la République à Gratentour», que domine Jean Coustal. Cette réunion « électriserait l’âme des patriotes et porterait la désolation dans le cœur des aristocrates ».
À Paris, un certain Maximilien de Robespierre entre au Comité de salut public le 27 juillet 1793 et va rapidement en prendre le contrôle avec ses partisans. Sous son impulsion, les libertés publiques seront suspendues et le pays va vite basculer dans la guerre civile. Plus particulièrement, il fait fermer les églises le 24 novembre 1793 et instituer le « culte de l’être suprême » destiné à remplacer la religion catholique. Plusieurs églises dans le pays, dont celle de Gratentour, sont alors transformées en « temple de la raison ».
Nous avons pendant cette période le compte rendu d’une fête révolutionnaire, organisée conjointement avec Cepet. Le 28 frimaire An II (18 décembre 1793), les citoyens qui composaient les deux pelotons se rendaient sur la place de la commune où l’on avait élevé un autel à la Patrie, dont ils faisaient le tour en lui présentant les armes et en criant « Vive la République ! » Puis les deux municipalités, escortées des deux pelotons de la Garde nationale, se rendirent « vers le lieu ou la Société des Amis de la République de Gratentour était rassemblée ». Après les salutations d’usage, « les citoyens se rendaient à nouveau en corps vers l’autel de la Patrie autour duquel, tour à tour », le citoyen maire de Cépet, le procureur de la commune de Gratentour, le capitaine de la Compagnie de la Garde nationale exaltaient en des discours enflammés les Droits de l’Homme et les Devoirs du Citoyen et tous prêtaient le serment « de défendre jusqu’au dernier soupir, la liberté, l’égalité, la souveraineté du peuple français dans son intégrité, l’unité et l’indivisibilité de la République et de dénoncer comme ennemis publics tous ceux qui tiendraient une conduite opposée à ces principes. »
Nous savons aussi que la veille (le 17 décembre 1793), la société des amis de la République a communiqué une liste de citoyens jugés aptes aux fonctions publiques. Tous sont des agriculteurs sauf Jean Coustal, qui a bien pris soin d’y faire figurer des gens qui ne puissent lui faire ombrage… Rien ne semble stopper l’ascension de ce nouveau notable local qui ambitionne des fonctions régionales.
Mais la République en décide autrement : des commissaires toulousains, délégués par le pouvoir central, essaiment la campagne dans le but d’y épurer les pouvoirs locaux. Ils mettent en accusation le nouveau maire Joseph Caussaune, qui est destitué pour ne pas prendre sa fonction avec assez de sérieux, et remplacé par Jean Charles Cluzet. Jean Coustal, accusé d’avoir usurpé de sa fonction de secrétaire greffier pour toucher de l’argent, est destitué de sa fonction mais conserve quelques partisans à la société des amis de la révolution… Il se fait également révoquer de la même fonction qu’il occupait à Lespinasse.
Le pouvoir de Robespierre se durcit le 10 juin 1794 par le vote d’une loi qui rend encore plus expéditives les procédures de justice contre les ennemis de la république, dont les procès ne comportent que deux issues : l’acquittement ou la mort. La guillotine tue de nombreux aristocrates mais plus encore ceux soupçonnés d’être les ennemis du pouvoir… Un vieux noble de Gratentour, Guillaume de Guibert Renery, est ainsi arrêté et déféré à Paris devant le tribunal révolutionnaire qui le guillotine le 25 juillet 1794 malgré ses 84 ans. C’est ironiquement deux jours plus tard qu’une révolution de palais chasse Robespierre du pouvoir et met fin à ces excès. La chute du tyran délie les langues et une contre-terreur s’installe à l’encontre de ses anciens partisans. Les adversaires de Jean Coustal redressent la tête…
Après la chute de Robespierre, une nouvelle constitution est instituée. Craignant le retour de la tyrannie, on installe à sa tête une direction collégiale de cinq Directeurs aux pouvoirs égaux. Ce nouveau régime connu sous le nom de Directoire perdurera jusqu’en 1799. La dispersion des pouvoirs engendrera une grande corruption et l’anarchie. La banqueroute financière de l’État ne sera évitée que par la vente des biens de l’Église et ceux des ennemis de la Révolution, tout comme par le produit des prises de guerre sur les pays conquis. La question religieuse n’est toujours pas réglée et la guerre civile se poursuit, pour ne pas parler de la guerre contre les puissances étrangères qui mobilise d’énormes ressources…
Le 13 décembre 1794, nous apprenons ainsi que trois membres de la société populaire de Toulouse (messieurs Géraud, Meilbon et Savy) viennent à Gratentour pour doper le zèle des amis de la révolution locaux, et également pour ramener avec eux des objets métalliques pour les canons de l’armée des Pyrénées. On prend dans l’église « Deux croix de mission en fer, six chandeliers de laiton, un lustre, moitié laiton, moitié fer, une croix de laiton, le fer et le bois restant des cloches transportées depuis peu de temps à Toulouse.» On se sert aussi dans les maisons des suspects : chez un certain Duclos, on saisit « Une plaque de tôle, deux candélabres de laiton, un chaudron, deux paires de chenets, une pelle et des pinces. » Dans le château du Faget, père d’un émigré et reclus en vertu de la loi, on prend « un grand chaudron de cuivre, de gros chenets de fer, une plaque de tôle, une fontaine en cuivre, deux paires de chenets de laiton, une pelle, deux petites barres de fer, enfin tout le linge de l’église qui servait au culte. »
La sacristie de l’église de Gratentour est transformée le 16 janvier 1795 par le maire Jean Charles Cluzet en maison commune. Quelques jours plus tard, la municipalité organise le 21 janvier la célébration de « la juste punition du dernier roi de France ». Le 9 juin 1795, le conseil municipal fait désarmer Jean Coustal et le met en accusation comme « intrigant local « et « terroriste ». Prudent, celui-ci juge bon de s’exiler à Toulouse en attendant la suite des évènements… Le 2 février 1796, le gouvernement ordonne la création de la Garde nationale et une compagnie est créée à Gratentour avec les hommes du petit village voisin de Castillon (aujourd’hui disparu).
En 1797, un nouveau maire, Pierre Salles, est nommé par le préfet. Le régime du directoire s’enlise et la ferveur révolutionnaire s’émousse sérieusement, malgré les nombreuses fêtes révolutionnaires obligatoires pour célébrer les vertus de la République… On fête ainsi à Gratentour la souveraineté du peuple le 20 mars 1798, la prise de la Bastille le 14 juillet, puis la fin de la terreur le 27 juillet.

### Du Premier au Second Empire (1799-1870)
Il y a bien peu de voix qui s’élèvent contre le coup d’État du général Bonaparte le 9 novembre 1799 qui met fin au régime corrompu du directoire. Le pays est repris en main et les municipalités nouvelles ne sont plus élues, mais nommées par le gouvernement via ses préfets. À Gratentour c’est un certain… Jean Coustal qui est choisi, provoquant sans nul doute quelques grincements de dents. Mais la population voit surtout la fin de la guerre religieuse avec le rétablissement du culte catholique dans l’église du village, qui reçoit une bénédiction de réconciliation le 23 septembre 1800 destinée à effacer la profanation du temple de la raison.
En 1802, Jean Louis Cols est nommé maire et jurera ainsi obéissance aux Constitutions de l’Empire, qui est institué en 1804, et fidélité à l’Empereur. Le nouveau régime est largement soutenu par les paysans qui sont sollicités par de nombreux plébiscites pour apporter leur soutien au régime. Cependant, avec les défaites militaires, la mobilisation de jeunes recrues amène à la multiplication d’insoumis qui se cachent dans les campagnes afin d’échapper au service militaire…
En 1814, l’armée britannique venue d’Espagne envahit la vallée de la Garonne et le village de Gratentour fut occupé par les Anglais. Un détachement de hussards n'y séjourna que quelques heures; ils furent suivis de plusieurs batteries d’artillerie dont on montre encore l’emplacement au château du Coustela, propriété de la baronne de Fournas. Les communes devaient pourvoir à la subsistance des troupes étrangères, moyennant paiement en bonnes espèces de monnaie espagnole. Le maréchal Wellington, commandant des troupes britanniques, espagnoles et portugaises, lance un assaut contre Toulouse le 10 avril 1814, qui est défendue par les troupes du maréchal Soult. Les assaillants sont repoussés mais la ville est finalement évacuée par les Français.
Les royalistes toulousains paradent, le frère de Louis XVI, Louis XVIII, est alors porté sur le trône par les armées coalisées et en est chassé par Napoléon pendant l’épisode des Cent-Jours. L’empereur est définitivement exilé après la défaite de Waterloo et Louis XVIII revient au pouvoir, gouvernant avec une certaine modération malgré les excès d’ultra-royalistes qui ont une revanche à prendre après tant d’années d’exil… Si à Toulouse la restauration engendre quelques troubles, rien de tel ne se déroule à Gratentour où le maire Jean Louis Cols reste en fonction jusqu’en 1816, où il est remplacé par Jean François Duroux qui doit jurer fidélité au Roi, obéissance à la charte constitutionnelle et aux lois du royaume.
Louis XVIII meurt en 1826 et est remplacé par son frère qui prend le nom de Charles X. C’est un homme peu porté sur le compromis qui n’aspire qu’à balayer les acquis de la révolution et à régner sans partage ; le durcissement du régime se traduit à Gratentour par la nomination du maire Jean Baptiste Dufaux de Faubial.
Charles X tente en 1830 un coup de force en voulant restreindre les pouvoirs de l’Assemblée nationale, il est rapidement chassé du pouvoir par une révolution qui porte sur le trône Louis-Philippe Ier, qui devient non plus Roi de France mais Roi des Français, chef de l’État de par la volonté du peuple et non plus de droit divin. C’est l’époque où la France entre dans la révolution industrielle ; à Gratentour plusieurs maires se succèdent pendant cette époque : Jean Dominique Larigaudère (1830-1832), Jean Jacques Faral (1832-1838), Antoine Jeampié (1838-1841) et Jacques Faral (1841-1848) qui est le premier maire dont nous avons la photo.
En 1848 éclate une révolution d’inspiration sociale qui balaie le régime de Louis-Philippe, le drapeau rouge côtoie le drapeau tricolore sur les bâtiments publics. Le maire est destitué au profit d’un maire provisoire, Bernard Raymond Dazéma. Mais cette deuxième république naissante est vite reprise en mains par les forces conservatrices qui portent au pouvoir Louis-Napoléon Bonaparte, qui de président de la république se fera proclamer Empereur avec le soutien du peuple qui approuve son coup d’État par un plébiscite. À Gratentour, le notable Jacques Faral revient tout simplement aux affaires en se faisant élire par les électeurs, et ce jusqu’en 1850, avant de se voir remplacé par son ancien prédécesseur jusqu’en 1863. C’est dans cette période où, soucieux de se ménager l’appui des catholiques, l’Empereur fournit des crédits pour la réparation des églises. Celle de Gratentour est ainsi restaurée en 1853. Sous le maire suivant Charles Larigaudère (1863-1868), un curé propre à Gratentour est nommé, alors que depuis 1820 la paroisse dépendait de celle de Bruguières. En 1868, est nommé Jean Caranave, dernier maire de la commune sous le Second Empire.

### De la Troisième République à maintenant
Le régime de Napoléon III s’effondre à Sedan par l’invasion des troupes prussiennes. Un gouvernement provisoire se constitue à Tours et, après avoir organisé la résistance, négocie l’armistice. À Paris et dans certaines villes de province comme Toulouse, des communes insurrectionnelles prennent le pouvoir et tentent d’instituer un régime socialiste. Ces insurrections sont réprimées par le gouvernement provisoire conservateur d’Adolphe Thiers.
C’est précisément pendant cette période trouble qu’est nommé à Gratentour le maire Prosper Compans, avant de céder sa place à Casimir vicomte de Valady qui semble avoir été le premier maire élu par son conseil municipal sous la 3e république, le nouveau régime qui s’installe en France. Plusieurs autres magistrats lui succèdent sans heurts, Charles Larigaudère (1876-1881), et le géomètre Bertrand Bézard (1881-1892) sous le mandant duquel sera construite l’école communale. Puis sous les mandats de Félix Frézières (1892-1900) et Prosper Compans (1900-1908), l’électricité puis le téléphone gagnent la commune. Antonin Sicard (1908-1925) doit gérer la commune pendant la grande guerre qui voit 34 de ses habitants partir sur les champs de bataille, dont deux sur le front d’Orient en Macédoine. Trois d’entre eux ne revinrent pas, Pierre Prosper Boutet tué à 31 ans dans le Pas-de-Calais en 1915, Jean Louis Pradel mort de maladie contractée en service à 20 ans en 1915 et Ferdinand Abeillou qui eut la malchance de décéder onze jours après l’armistice, de maladie contractée en service, âgé de seulement 21 ans. La commune a été relativement épargnée par la grande guerre et aura la chance de l’être également pendant la Seconde Guerre mondiale.
Gratentour amorce sa croissance démographique en 1960 avec la création du premier lotissement, la cité Cayssials.

### Héraldique
| Gratentour | Son blasonnement est : De sable à la bande d'or. |

## Politique et administration

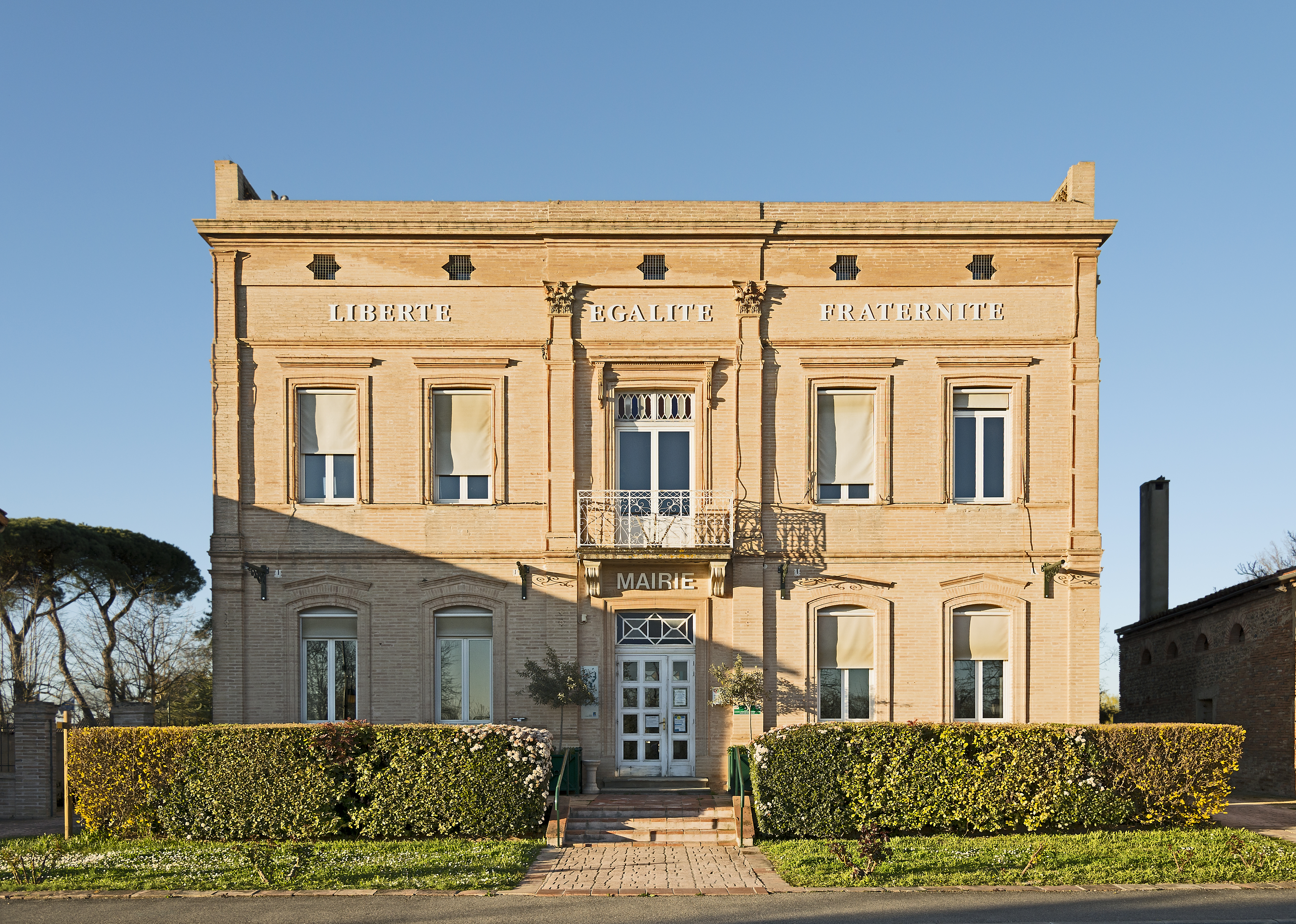
La mairie.

### Administration municipale
Le nombre d'habitants au recensement de 2017 étant compris entre 3 500 habitants et 4 999 habitants, le nombre de membres du conseil municipal pour l'élection de 2020 est de vingt-sept,.

### Rattachements administratifs et électoraux
Commune faisant partie de la cinquième circonscription de la Haute-Garonne.

### Jumelages
- Boulogne-sur-Gesse (France)
- Viladecavalls (Espagne)

## Démographie
L'évolution du nombre d'habitants est connue à travers les recensements de la population effectués dans la commune depuis 1793. Pour les communes de moins de 10 000 habitants, une enquête de recensement portant sur toute la population est réalisée tous les cinq ans, les populations de référence des années intermédiaires étant quant à elles estimées par interpolation ou extrapolation. Pour la commune, le premier recensement exhaustif entrant dans le cadre du nouveau dispositif a été réalisé en 2005.

En 2022, la commune comptait 4 926 habitants, en évolution de +34,11 % par rapport à 2016 (Haute-Garonne : +8,02 %, France hors Mayotte : +2,11 %).
| 1793 | 1800 | 1806 | 1821 | 1831 | 1836 | 1841 | 1846 | 1851 |
| ---- | ---- | ---- | ---- | ---- | ---- | ---- | ---- | ---- |
| 243  | 291  | 249  | 307  | 310  | 329  | 315  | 401  | 409  |

| 1856 | 1861 | 1866 | 1872 | 1876 | 1881 | 1886 | 1891 | 1896 |
| ---- | ---- | ---- | ---- | ---- | ---- | ---- | ---- | ---- |
| 336  | 306  | 312  | 295  | 281  | 302  | 281  | 258  | 258  |

| 1901 | 1906 | 1911 | 1921 | 1926 | 1931 | 1936 | 1946 | 1954 |
| ---- | ---- | ---- | ---- | ---- | ---- | ---- | ---- | ---- |
| 219  | 224  | 236  | 196  | 180  | 168  | 191  | 187  | 231  |

| 1962 | 1968 | 1975 | 1982  | 1990  | 1999  | 2005  | 2006  | 2010  |
| ---- | ---- | ---- | ----- | ----- | ----- | ----- | ----- | ----- |
| 388  | 646  | 924  | 1 574 | 2 518 | 3 035 | 3 361 | 3 491 | 3 545 |

| 2015  | 2020  | 2022  | - | - | - | - | - | - |
| ----- | ----- | ----- | - | - | - | - | - | - |
| 3 525 | 4 501 | 4 926 | - | - | - | - | - | - |

| selon la population municipale des années : | 1968 | 1975 | 1982 | 1990 | 1999 | 2006 | 2009 | 2013 |
| Rang de la commune dans le département      | 94   | 100  | 77   | 53   | 51   | 52   | 55   | 61   |
| Nombre de communes du département           | 592  | 582  | 586  | 588  | 588  | 588  | 589  | 589  |

## Économie

### Revenus
En 2018  (données Insee publiées en septembre 2021), la commune compte 1 810 ménages fiscaux, regroupant 4 421 personnes. La médiane du revenu disponible par unité de consommation est de 24 490 € (23 140 € dans le département). 60 % des ménages fiscaux sont imposés (55,3 % dans le département).

### Emploi
|                | 2008  | 2013  | 2018  |
| -------------- | ----- | ----- | ----- |
| Commune        | 5,7 % | 6,4 % | 7,1 % |
| Département    | 7,7 % | 9,6 % | 9,3 % |
| France entière | 8,3 % | 10 %  | 10 %  |

En 2018, la population âgée de 15 à 64 ans s'élève à 2 706 personnes, parmi lesquelles on compte 79,3 % d'actifs (72,1 % ayant un emploi et 7,1 % de chômeurs) et 20,7 % d'inactifs,. Depuis 2008, le taux de chômage communal (au sens du recensement) des 15-64 ans est inférieur à celui de la France et du département.
La commune fait partie de la couronne de l'aire d'attraction de Toulouse, du fait qu'au moins 15 % des actifs travaillent dans le pôle,. Elle compte 759 emplois en 2018, contre 795 en 2013 et 708 en 2008. Le nombre d'actifs ayant un emploi résidant dans la commune est de 1 971, soit un indicateur de concentration d'emploi de 38,5 % et un taux d'activité parmi les 15 ans ou plus de 63,5 %.
Sur ces 1 971 actifs de 15 ans ou plus ayant un emploi, 202 travaillent dans la commune, soit 10 % des habitants. Pour se rendre au travail, 89,2 % des habitants utilisent un véhicule personnel ou de fonction à quatre roues, 4,5 % les transports en commun, 4 % s'y rendent en deux-roues, à vélo ou à pied et 2,3 % n'ont pas besoin de transport (travail au domicile).

### Activités hors agriculture

#### Secteurs d'activités
298 établissements sont implantés  à Gratentour au 31 décembre 2019. Le tableau ci-dessous en détaille le nombre par secteur d'activité et compare les ratios avec ceux du département,.
| Secteur d'activité                                                                                        | Commune | Commune | Département |
| Secteur d'activité                                                                                        | Nombre  | %       | %           |
| --- | ------- | ------- | ----------- |
| Ensemble                                                                                                  | 298     | 100 %   | (100 %)     |
| Industrie manufacturière, industries extractives et autres                                                | 15      | 5 %     | (5,7 %)     |
| Construction                                                                                              | 60      | 20,1 %  | (12 %)      |
| Commerce de gros et de détail, transports, hébergement et restauration                                    | 75      | 25,2 %  | (25,9 %)    |
| Information et communication                                                                              | 12      | 4 %     | (4,1 %)     |
| Activités financières et d'assurance                                                                      | 10      | 3,4 %   | (3,8 %)     |
| Activités immobilières                                                                                    | 8       | 2,7 %   | (4,2 %)     |
| Activités spécialisées, scientifiques et techniques et activités de services administratifs et de soutien | 53      | 17,8 %  | (19,8 %)    |
| Administration publique, enseignement, santé humaine et action sociale                                    | 43      | 14,4 %  | (16,6 %)    |
| Autres activités de services                                                                              | 22      | 7,4 %   | (7,9 %)     |

Le secteur du commerce de gros et de détail, des transports, de l'hébergement et de la restauration est prépondérant sur la commune puisqu'il représente 25,2 % du nombre total d'établissements de la commune (75 sur les 298 entreprises implantées  à Gratentour), contre 25,9 % au niveau départemental.

#### Entreprises et commerces
Les cinq entreprises ayant leur siège social sur le territoire communal qui génèrent le plus de chiffre d'affaires en 2020 sont : 
- Digimate, commerce de gros (commerce interentreprises) d'ordinateurs, d'équipements informatiques périphériques et de logiciels (15 899 k€)
- Oktey, édition de logiciels applicatifs (1 928 k€)
- L2E, travaux d'installation électrique dans tous locaux (1 695 k€)
- Tolerie Industrielle Toulousaine - Tit, fabrication de structures métalliques et de parties de structures (886 k€)
- Ocelena, travaux d'installation d'eau et de gaz en tous locaux (811 k€)

### Agriculture
|               | 1988 | 2000 | 2010 | 2020 |
| ------------- | ---- | ---- | ---- | ---- |
| Exploitations | 13   | 8    | 5    | 5    |
| SAU (ha)      | 136  | 205  | 108  | 90   |

La commune est dans le Lauragais, une petite région agricole occupant le nord-est du département de la Haute-Garonne, dont les coteaux portent des grandes cultures en sec avec une dominante blé dur et tournesol. En 2020, l'orientation technico-économique de l'agriculture  sur la commune est l'exploitation de grandes cultures (hors céréales et oléoprotéagineuses). Cinq exploitations agricoles ayant leur siège dans la commune sont dénombrées lors du recensement agricole de 2020 (13 en 1988). La superficie agricole utilisée est de 90 ha,,.

## Vie locale
- Gratentelier, Atelier informatique, proposant une entraide informatique au travers d'ateliers et d'évènements orientés vers les logiciels libres.

### Services publics
Une médiathèque mmunicipale propose des livres, livres audios, des CD et des DVD.

### Enseignement
Gratentour fait partie de l'académie de Toulouse.
La commune possède deux groupes scolaires : Maurice-Saquer et Thomas-Pesquet, et un collège Claude-Cornac.

### Sports
- Gratentour rugby XIII club de rugby à XIII. Créé en 1982 par François et Pierre Auriolle.
Il comporte une équipe senior, Les Mustangs évoluant dans le championnat de France DNII, une équipe masculine de rugby fusionnée avec Toulouse Olympique et une équipe féminine de rugby à XIII évoluant dans le championnat de France féminin de rugby à XIII.

## Culture locale et patrimoine

### Lieux et monuments
- Le château de la Renery.
- Le château du Coustela.
- La place du Fort.
- L'église, restaurée en 2008, dédiée à sainte Quitterie.

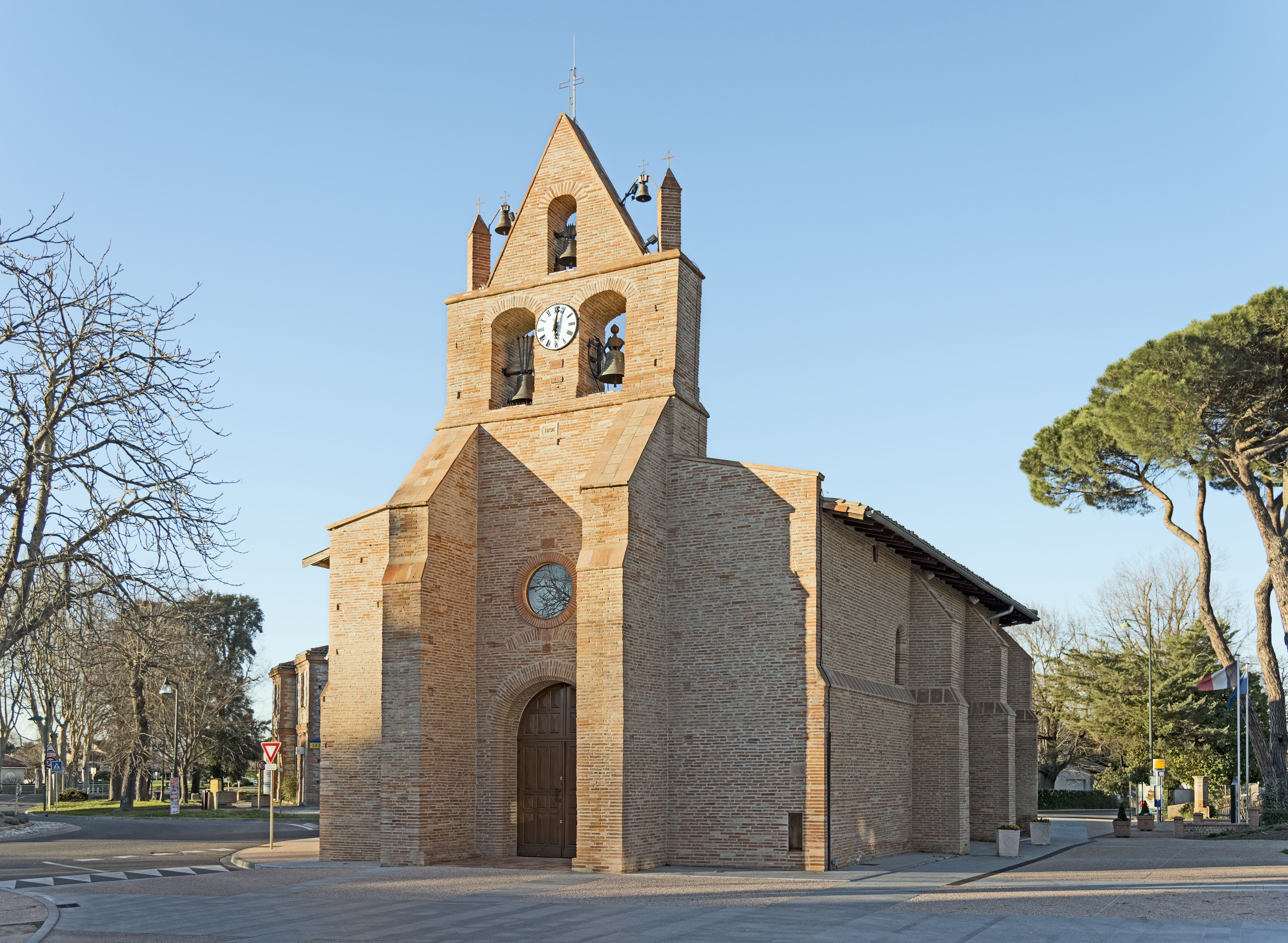
L'église Sainte-Quitterie.
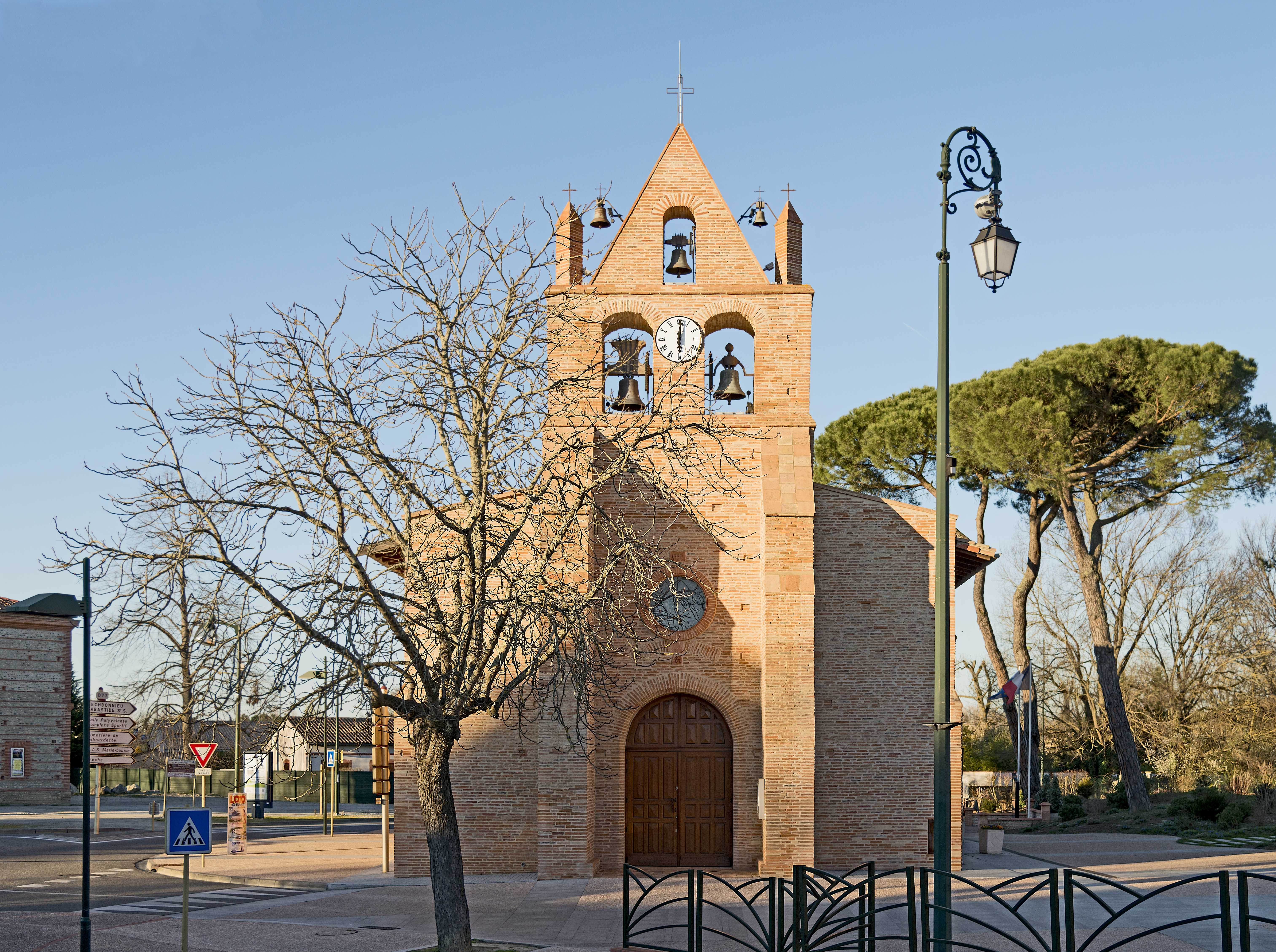
Le clocher-mur de l'église Sainte-Quitterie.

### Personnalités liées à la commune
- Not'e Regard : groupe de chanson française

## Pour approfondir

#### Site de l'Insee
1. 1 2 3 4 5  Insee, « Métadonnées de la commune de Gratentour ».
2. ↑  « La grille communale de densité », sur insee,fr, 28 mai 2024 (consulté le 27 juin 2024).
3. ↑  « Unité urbaine 2020 de Toulouse », sur insee.fr (consulté le 27 juin 2024).
4. ↑  « Liste des communes composant l'aire d'attraction de Toulouse », sur insee.fr (consulté le 27 juin 2024).
5. ↑  Marie-Pierre de Bellefon, Pascal Eusebio, Jocelyn Forest, Olivier Pégaz-Blanc et Raymond Warnod (Insee), « En France, neuf personnes sur dix vivent dans l’aire d’attraction d’une ville », sur insee.fr, 21 octobre 2020 (consulté le 27 juin 2024).
6. ↑  « REV T1 - Ménages fiscaux de l'année 2018 à Gratentour » (consulté le 2 février 2022).
7. ↑  « REV T1 - Ménages fiscaux de l'année 2018 dans la Haute-Garonne » (consulté le 2 février 2022).
8. 1 2  « Emp T1 - Population de 15 à 64 ans par type d'activité en 2018 à Gratentour » (consulté le 2 février 2022).
9. ↑  « Emp T1 - Population de 15 à 64 ans par type d'activité en 2018 dans la Haute-Garonne » (consulté le 2 février 2022).
10. ↑  « Emp T1 - Population de 15 à 64 ans par type d'activité en 2018 dans la France entière » (consulté le 2 février 2022).
11. ↑  « Base des aires d'attraction des villes 2020 », sur site de l'Insee (consulté le 10 avril 2021).
12. ↑  « Emp T5 - Emploi et activité en 2018 à Gratentour » (consulté le 2 février 2022).
13. ↑  « ACT T4 - Lieu de travail des actifs de 15 ans ou plus ayant un emploi qui résident dans la commune en 2018 » (consulté le 2 février 2022).
14. ↑  « ACT G2 - Part des moyens de transport utilisés pour se rendre au travail en 2018 » (consulté le 2 février 2022).
15. ↑  « DEN T5 - Nombre d'établissements par secteur d'activité au 31 décembre 2019 à Gratentour » (consulté le 12 février 2022).
16. ↑  « DEN T5 - Nombre d'établissements par secteur d'activité au 31 décembre 2019 dans la Haute-Garonne » (consulté le 12 février 2022).

#### Autres sources
1. ↑  Frédéric Zégierman, Le guide des pays de France - Sud, Paris, Fayard, avril 1999, 637 p. (ISBN 2-213-59961-0), p. 378-379.
2. ↑  Stephan Georg, « Distance entre Gratentour et Toulouse », sur fr.distance.to (consulté le 24 août 2021).
3. ↑  
Stephan Georg, « Distance entre Gratentour et Castelginest », sur fr.distance.to (consulté le 24 août 2021).
4. ↑  « Communes les plus proches de Gratentour », sur villorama.com (consulté le 24 août 2021).
5. ↑  Carte IGN sous Géoportail
6. ↑  Répertoire géographique des communes, publié par l'Institut national de l'information géographique et forestière, [lire en ligne].
7. ↑  « Le réseau hydrographique du bassin Adour-Garonne. » [PDF], sur draaf.occitanie.agriculture.gouv.fr (consulté le 5 novembre 2021).
8. ↑  « Fiche communale de Gratentour », sur le système d'information pour la gestion des eaux souterraines en Occitanie (consulté le 5 novembre 2021).
9. 1 2  Daniel Joly, Thierry Brossard, Hervé Cardot, Jean Cavailhes, Mohamed Hilal et Pierre Wavresky, « Les types de climats en France, une construction spatiale », Cybergéo, revue européenne de géographie - European Journal of Geography, no 501,‎ 18 juin 2010 (DOI 10.4000/cybergeo.23155, lire en ligne, consulté le 21 novembre 2023)
10. ↑  « Zonages climatiques en France métropolitaine. », sur pluiesextremes.meteo.fr (consulté le 21 novembre 2023).
11. ↑  « Orthodromie entre Gratentour et Blagnac », sur fr.distance.to (consulté le 21 novembre 2023).
12. ↑  « Station Météo-France « Toulouse-Blagnac » (commune de Blagnac) - fiche climatologique - période 1991-2020 », sur donneespubliques.meteofrance.fr (consulté le 21 novembre 2023).
13. ↑  « Station Météo-France « Toulouse-Blagnac » (commune de Blagnac) - fiche de métadonnées. », sur donneespubliques.meteofrance.fr (consulté le 21 novembre 2023).
14. ↑  « Climadiag Commune : diagnostiquez les enjeux climatiques de votre collectivité. », sur meteofrance.fr, novembre 2022 (consulté le 21 novembre 2023).
15. ↑  « Liste des zones Natura 2000 de la commune de Gratentour », sur le site de l'Inventaire national du patrimoine naturel (consulté le 29 août 2021).
16. ↑  « Liste des ZNIEFF de la commune de Gratentour », sur le site de l'Inventaire national du patrimoine naturel (consulté le 29 août 2021).
17. ↑  « Liste des espaces protégés sur la commune de Gratentour », sur le site de l'Inventaire national du patrimoine naturel (consulté le 29 août 2021).
18. ↑  « CORINE Land Cover (CLC) - Répartition des superficies en 15 postes d'occupation des sols (métropole). », sur le site des données et études statistiques du ministère de la Transition écologique. (consulté le 14 avril 2021).
19. 1 2 3  « Les risques près de chez moi - commune de Gratentour », sur Géorisques (consulté le 17 octobre 2022).
20. ↑  BRGM, « Évaluez simplement et rapidement les risques de votre bien », sur Géorisques (consulté le 10 septembre 2022).
21. ↑  « Dossier départemental des risques majeurs dans la Haute-Garonne », sur haute-garonne.gouv.fr (consulté le 10 septembre 2022), partie 1 -  chapitre Risque inondation.
22. ↑  « Retrait-gonflement des argiles », sur le site de l'observatoire national des risques naturels (consulté le 10 septembre 2022).
23. ↑  « Liste des cavités souterraines localisées sur la commune de Gratentour », sur georisques.gouv.fr (consulté le 10 septembre 2022).
24. ↑  « Dossier départemental des risques majeurs dans la Haute-Garonne », sur haute-garonne.gouv.fr (consulté le 10 septembre 2022), chapitre Risque rupture de barrage.
25. ↑  Sources :* Archives communales* Archives départementales de la Haute-Garonne.
26. ↑  art L. 2121-2 du code général des collectivités territoriales.
27. ↑  « Résultats des élections municipales et communautaires 2020 », sur interieur.gouv.fr (consulté le 25 septembre 2020).
28. ↑  J.-L. Le Tallec et E. Haillot, « Gratentour : décès de l’ancien maire Paul Franchini », La Dépêche,‎ 27 octobre 2020 (lire en ligne).
29. ↑  L'organisation du recensement, sur insee.fr.
30. ↑  Calendrier départemental des recensements, sur insee.fr.
31. ↑  Des villages de Cassini aux communes d'aujourd'hui sur le site de l'École des hautes études en sciences sociales.
32. ↑  Fiches Insee - Populations de référence de la commune pour les années 2006, 2007, 2008, 2009, 2010, 2011, 2012, 2013, 2014, 2015, 2016, 2017, 2018, 2019, 2020, 2021 et 2022.
33. 1 2 3 4 5  INSEE, « Population selon le sexe et l'âge quinquennal de 1968 à 2012 (1990 à 2012 pour les DOM) », sur insee.fr, 15 octobre 2015 (consulté le 10 janvier 2016).
34. ↑  INSEE, « Populations légales 2006 des départements et des collectivités d'outre-mer », sur insee.fr, 1er janvier 2009 (consulté le 8 janvier 2016).
35. ↑  INSEE, « Populations légales 2009 des départements et des collectivités d'outre-mer », sur insee.fr, 1er janvier 2012 (consulté le 8 janvier 2016).
36. ↑  INSEE, « Populations légales 2013 des départements et des collectivités d'outre-mer », sur insee.fr, 1er janvier 2016 (consulté le 8 janvier 2016).
37. ↑  « Entreprises à Gratentour », sur entreprises.lefigaro.fr (consulté le 12 février 2022).
38. ↑  « Les régions agricoles (RA), petites régions agricoles(PRA) - Année de référence : 2017 », sur agreste.agriculture.gouv.fr (consulté le 12 février 2022).
39. ↑  Présentation des premiers résultats du recensement agricole 2020, Ministère de l’agriculture et de l’alimentation, 10 décembre 2021
40. ↑  « Fiche de recensement agricole - Exploitations ayant leur siège dans la commune de Gratentour - Données générales », sur recensement-agricole.agriculture.gouv.fr (consulté le 12 février 2022).